# 10-и южен паралел
10-ият южен паралел или 10° южна ширина e паралел, който се намира на 10° южно от екваториалната равнина. От началния меридиан на изток прекосява Атлантическия океан, Африка, Индийския океан, Азия, Тихия океан, Южна Америка и Атлантическия океан.
| Координати                                               | Океани, Морета Държави       | Подробности (административни единици, градове, други) |
| -------------------------------------------------------- | ---------------------------- | --- |
| 10°00′ ю. ш. 0°00′ и. д. / 10° ю. ш. 0° и. д.            | Атлантически океан           | |
| 10°00′ ю. ш. 18°00′ и. д. / 10° ю. ш. 18° и. д.          | Ангола                       | |
| 10°00′ ю. ш. 25°00′ и. д. / 10° ю. ш. 25° и. д.          | Демократична република Конго | |
| 10°00′ ю. ш. 31°00′ и. д. / 10° ю. ш. 31° и. д.          | Замбия                       | |
| 10°00′ ю. ш. 33°00′ и. д. / 10° ю. ш. 33° и. д.          | Малави                       | ез. Малави (10°00′ с. ш. 34°15′ и. д. / 10° с. ш. 34.25° и. д.) |
| 10°00′ ю. ш. 37°30′ и. д. / 10° ю. ш. 37.5° и. д.        | Танзания                     | |
| 10°00′ ю. ш. 63°30′ и. д. / 10° ю. ш. 63.5° и. д.        | Индийски океан               | Сейшелски острови – о-ви Алдабра (9°42′ ю. ш. 47°03′ и. д. / 9.7° ю. ш. 47.05° и. д.), атол Фаркуар (10°10′ ю. ш. 51°08′ и. д. / 10.166667° ю. ш. 51.133333° и. д.) Мавриций – о-ви Агалега (10°25′ ю. ш. 56°35′ и. д. / 10.416667° ю. ш. 56.583333° и. д.) |
| 10°00′ ю. ш. 120°23′ и. д. / 10° ю. ш. 120.383333° и. д. | Индонезия                    | о. Сумба |
| 10°00′ ю. ш. 122°15′ и. д. / 10° ю. ш. 122.25° и. д.     | море Саву                    | |
| 10°00′ ю. ш. 124°25′ и. д. / 10° ю. ш. 124.416667° и. д. | Индонезия                    | о. Тимор |
| 10°00′ ю. ш. 128°00′ и. д. / 10° ю. ш. 128° и. д.        | Тиморско море                | |
| 10°00′ ю. ш. 137°00′ и. д. / 10° ю. ш. 137° и. д.        | Арафурско море               | |
| 10°00′ ю. ш. 145°00′ и. д. / 10° ю. ш. 145° и. д.        | Коралово море                | Австралия о-ви Торес (9°53′ ю. ш. 142°35′ и. д. / 9.883333° ю. ш. 142.583333° и. д.) |
| 10°00′ ю. ш. 149°00′ и. д. / 10° ю. ш. 149° и. д.        | Папуа Нова Гвинея            | |
| 10°00′ ю. ш. 150°26′ и. д. / 10° ю. ш. 150.433333° и. д. | Соломоново море              | |
| 10°00′ ю. ш. 151°05′ и. д. / 10° ю. ш. 151.083333° и. д. | Папуа Нова Гвинея            | о. Нормамби |
| 10°00′ ю. ш. 155°30′ и. д. / 10° ю. ш. 155.5° и. д.      | Соломоново море              | |
| 10°00′ ю. ш. 155°30′ з. д. / 10° ю. ш. 155.5° з. д.      | Тихи океан                   | Соломонови острови – о. Гуадалканал (9°37′ ю. ш. 160°11′ и. д. / 9.616667° ю. ш. 160.183333° и. д.), о. Саут Малаита (9°33′ ю. ш. 161°28′ и. д. / 9.55° ю. ш. 161.466667° и. д.), о. Сан Кристобал (10°26′ ю. ш. 161°52′ и. д. / 10.433333° ю. ш. 161.866667° и. д.) о. Улава (9°46′ ю. ш. 161°57′ и. д. / 9.766667° ю. ш. 161.95° и. д.), о-ви Даф (9°52′ ю. ш. 167°05′ и. д. / 9.866667° ю. ш. 167.083333° и. д.); Кукови острови – о. Ракаханга (10°00′ ю. ш. 161°05′ з. д. / 10° ю. ш. 161.083333° з. д.); Кирибати – атол Каролайн (9°58′ с. ш. 150°13′ з. д. / 9.966667° с. ш. 150.216667° з. д.); Маркизки острови – о. Тахуата (10°00′ с. ш. 139°06′ з. д. / 10° с. ш. 139.1° з. д.), о. Хива Оа (9°46′ с. ш. 139°01′ з. д. / 9.766667° с. ш. 139.016667° з. д.), о. Мохо Тани (10°00′ с. ш. 138°50′ з. д. / 10° с. ш. 138.833333° з. д.) |
| 10°00′ ю. ш. 74°00′ з. д. / 10° ю. ш. 74° з. д.          | Перу                         | |
| 10°00′ ю. ш. 68°00′ з. д. / 10° ю. ш. 68° з. д.          | Бразилия                     | Акри |
| 10°00′ ю. ш. 65°30′ з. д. / 10° ю. ш. 65.5° з. д.        | Боливия                      | |
| 10°00′ ю. ш. 50°30′ з. д. / 10° ю. ш. 50.5° з. д.        | Бразилия                     | Рондония, Мато Гросо, Токантинс, Мараняо, Пиауи, Баия, Сержипи, Алагоас |
| 10°00′ ю. ш. 0°00′ и. д. / 10° ю. ш. 0° и. д.            | Атлантически океан           | |